# Jack Trout
Jack Trout (Manhattan, 1935 - Greenwich, Connecticut, 5 de juny de 2017) fou el propietari de Trout & Partners, una consultoria. També va ser el creador de la teoria i metodologia del posicionament
.